# Jean Basin
Pour les articles homonymes, voir Basin.
Jean Basin, ou Jean Basin de Sandaucourt, né au XVe siècle à Sandaucourt, est un clerc, latiniste, grammairien et poète humaniste, associé aux travaux du Gymnase vosgien.

## Parcours
Il étudie à Bologne, est ordonné prêtre, devient notaire et chanoine du chapitre de Saint-Dié. Il est nommé curé à Wisembach le 4 avril 1494 puis à Gironcourt en 1523. 
Il est surtout réputé comme grammairien et il est associé aux travaux du Gymnase vosgien réuni par Vautrin Lud (1448-1527), qui le charge de traduire en latin les quatre voyages d'Amerigo Vespucci. Il est mort après avoir rédigé son testament en 1523.

## Publications
De Jean Basin (Joannis Basini, Sendacuriensis) fut publié à Saint-Dié en 1507 un traité d’art épistolaire en latin, intitulé Novus elegansque conficiendarum epistolarum ac alias de arte dicendi modus, duos principales de hoc in se complectens libros…
Il traduisit du français en latin la relation des Quatuor navigationes d'Amerigo Vespucci, publiée en annexe de la Cosmographiæ Introductio du Gymnase vosgien, achevée d'imprimer à Saint-Dié-des-Vosges, le 25 avril 1507 (editio princeps) et le 29 août 1507 ( seconde impression, permettant de dissocier la relation des Quatre Navigations de Vespucci d'avec l'Introduction à la Cosmographie, et de les vendre séparément). La traduction française de la dite relation avait été envoyée au Gymnase vosgien par le duc René II de Lorraine. Le texte original de Vespucci, daté de Lisbonne le 4 septembre 1504, était destiné au gonfalonnier florentin Pier Soderini.
Pierre de Blarru lui lègue son œuvre par testament, à charge pour Jean Basin de faire publier la Nancéide, le poème consacré à la victoire remportée devant Nancy par le duc de Lorraine René II sur le duc de Bourgogne, Charles le Téméraire, dans la nuit du 4 au 5 janvier 1477. Cet ouvrage sera finalement imprimé à Saint-Nicolas-de-Port, sur les presses de Pierre Jacobi, en 1518, sous le titre Petri de blarrorivo parnisiani insigne Nanceidos opus, de bello Nanceiano, avec une préface de Jean Basin. 
En 1539, Christophe Prudhomme de Bar-le-Duc publie un recueil de poésies de Porcelet, de Basin, et de Troben.